# Roos Dickmann
Roos Dickmann (1996) is een Nederlands actrice en dichter.

## Biografie
Roos Dickmann ging naar de Amsterdamse Jeugdtheaterschool en de Amsterdamse Toneelschool en Kleinkunstacademie. Ze speelde in diverse films en series, zoals Hoe overleef ik, Hallo bungalow, Koefnoen, Als de dijken breken, Gappies en Soof: een nieuw begin. In het najaar van 2019 speelde ze de hoofdrol van Donna in de online-dramaserie Bad Influencer. Het jaar daarna, in 2020, was zij tevens te zien in de Netflix-serie Ares.
In 2019 werd haar eerste dichtbundel gepubliceerd, getiteld Ik ook van mij. Haar werk verscheen eerder al in Het Parool.
In 2025 is Dickmann een van de deelnemers aan het 25e seizoen van het RTL 4-programma Expeditie Robinson.

## Filmografie

### Film
- 2011: Razend, als Astrid
- 2012: Taped, als Roos (stemrol)
- 2015: Hallo bungalow, als jonge Bibi
- 2022: Soof 3, als Sacha
- 2025: Lekker met de meiden, als Jennifer

### Televisie
- 2011-2012: Hoe overleef ik?, als Karien
- 2011-2012: Verborgen Verhalen, als Victoria
- 2015: Bluf, als meisje in een club
- 2016: Als de dijken breken, als Naomi
- 2016: Nieuwe Tijden, als Piek
- 2017-2018: Soof: een nieuw begin, als Sascha
- 2018: Gappies, als Aafke
- 2018: Spuit Elf, als Stientje
- 2019: Bad Influencer, als Donna
- 2020: Ares, als Puk
- 2023: De Club, als Charley

## Publicaties
- Ik ook van mij. Gedichten. 2019. Prometheus. ISBN 9789044639469